# 수정로 (성남시)
수정로(壽井路)는 경기도 성남시 수정구 수진동 삼정그린뷰아파트와 양지동 산성육교를 잇는 경기도의 도로이다. 민속마을 앞부터 산성육교까지 구간은 남한산성 순환도로라고 불리던 구간이다. 산성역사거리부터 민속마을 앞까지 구간은 지방도 제342호선에 속한다.

## 주요 경유지
경기도
- 성남시 수정구 (수진동 - 태평동 - 신흥동 - 산성동 - 단대동 - 양지동)

## 노선
| 이름                      | 접속 노선                     | 소재지 | 소재지 | 비고                          |
| ------------------------- | ----------------------------- | ------ | ------ | ----------------------------- |
| (삼정그린뷰아파트)        | 탄천로                        | 성남시 | 수정구 |                               |
| 태평역사거리              | 국도 제3호선 (성남대로)       | 성남시 | 수정구 |                               |
| 중앙시장사거리            | 제일로                        | 성남시 | 수정구 |                               |
| 탄리사거리                | 탄리로                        | 성남시 | 수정구 |                               |
| 숯골사거리                | 시민로                        | 성남시 | 수정구 |                               |
| 성남초등학교앞 교차로     | 공원로                        | 성남시 | 수정구 |                               |
| 보건소삼거리              | 희망로                        | 성남시 | 수정구 |                               |
| 산성역사거리              | 지방도 제342호선 (헌릉로)     | 성남시 | 수정구 | 지방도 제342호선 구간         |
| 한국폴리텍대학 성남캠퍼스 |                               | 성남시 | 수정구 | 지방도 제342호선 구간         |
| (닭죽촌 민속마을)         | 지방도 제342호선 (남한산성로) | 성남시 | 수정구 | 지방도 제342호선 구간         |
| (성보경영고등학교 입구)   | 논골로 수정로466번길          | 성남시 | 수정구 | 상행 진입 불가 하행 진출 불가 |
| (양지근린공원)            | 수정로466번길                 | 성남시 | 수정구 | 상행 진출 불가 하행 진입 불가 |
| 산성육교                  | 산성대로                      | 성남시 | 수정구 |                               |
| 순환로와 직결             |                               |        |        |                               |

## 주요 시설 및 건물
- 경인지방통계청 성남사무소 (경기도 성남시 수정구 수정로 85)
- 태평동우체국 (경기도 성남시 수정구 수정로 113)
- 중앙파출소 (경기도 성남시 수정구 수정로 145)
- 수정구보건소 (경기도 성남시 수정구 수정로 218)
- 성남초등학교 (경기도 성남시 수정구 수정로 233)
- 신흥2동행정복지센터 (경기도 성남시 수정구 수정로 270)
- 수정구청 (경기도 성남시 수정구 수정로 283)
- 영성여자중학교 (경기도 성남시 수정구 수정로 386)
- 한국폴리텍대학 성남캠퍼스 (경기도 성남시 수정구 수정로 398)
- 창곡여자중학교 (경기도 성남시 수정구 수정로 400)
- 창곡중학교 (경기도 성남시 수정구 수정로 402)